# G-power
G-power — немецкая автомобильная компания, занимающаяся тюнингом, расположенная в Аутенцеле, Бавария. Основана в 1983 году Джосефом Громмишем. Компания специализируется на тюнинге BMW. Была интегрирована в ASA Group в 2008 году.
Компания занимает значительную часть доли рынка тюнинга автомобилей BMW. Ежегодно техническими компонентами от G-power оснащается более чем 10 000 автомобилей.

## История

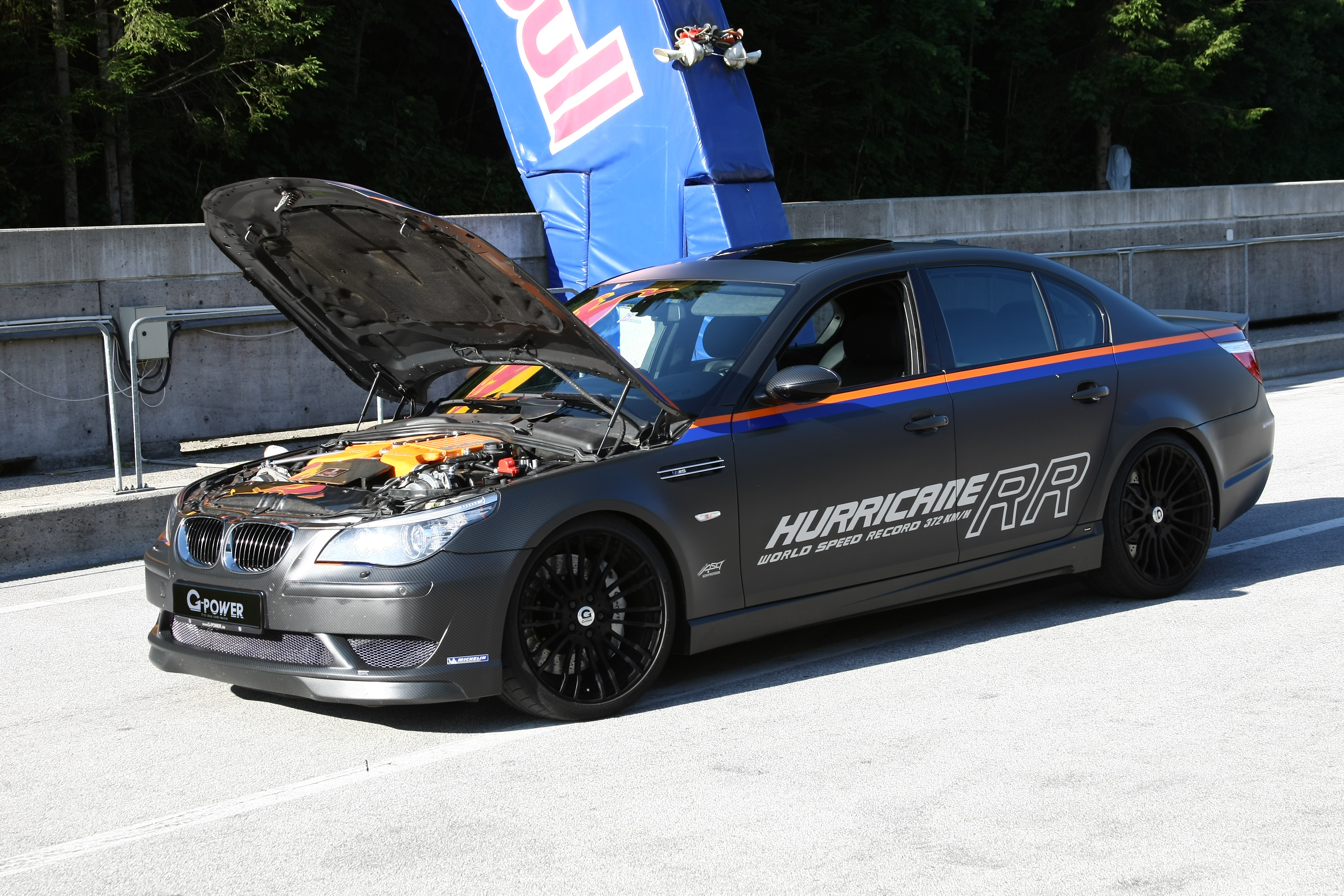
G-Power BMW M5 Hurricane RR

История компании началась в 1968 году, когда отец и сын Громишш, владельцы маленькой заправочной станции, предприняли первые шаги в доводке и тюнинге автомобилей.
Работать с BMW Громмиши начали с 1971 года, который и считается годом основания компании.
С 1973 года фирма стала генеральным представительством Alpina в своем регионе и в течение 10 лет сотрудничала с ней.
к 1979 году маленькая заправочная станция разрослась до размеров крупного центра технического обслуживания и стала местом поклонников БМВ.
В 1983 году компания открыла собственное подразделение тюнинга в городке Ной-Изенбург и официально получила лицензию.

## Модели
G-Power имеет несколько мировых рекордов.
В 2010 году тюнинговое ателье G-Power создало новый суперкар BMW M5 G-Power M5
Hurricane RR, который является самым быстрым четырёхместным седаном в мире.